# 피아노 타일즈
피아노 타일즈(Piano Tiles)는 HU WEN ZENG의 게임이다.

## 게임 진행 방식
화면 위쪽에서 타일이 내려오는데, 그 타일들을 모두 터치 하거나 타일의 길이만큼 일정 시간 동안 누르고 있어야 한다. 하지만 타일을 놓치거나, 타일이 없는 곳을 터치하게 되면 게임이 끝난다.
- 타일 규칙
  - 일반 타일 : 한번 터치하면 된다.
  - 긴 타일 : 꾹 누르고 있으면 된다.
  - 연속 타일 : 숫자가 0으로 될 때까지 터치하면 된다.